# Stefano Aigotti
Stefano Aigotti (Sesto San Giovanni, 26 settembre 1907 – Reggio nell'Emilia, 10 ottobre 1952) è stato un calciatore italiano, di ruolo attaccante.

## Carriera
Esordisce nel calcio professionistico con la Reggiana, nel campionato di Prima Divisione 1924-1925, il 29 marzo 1925, nel Casale-Reggiana (2-0).
Nel 1927 approda al Milan nella Divisione Nazionale. Con la maglia rossonera gioca la sua prima partita il 2 ottobre 1927, nella partita Milan-Napoli (5-1), durante la quale segna anche il suo primo gol con i rossoneri. Al termine della stessa stagione, in data 8 luglio 1928, realizza la tripletta che regala la vittoria del XVIII Derby di Milano alla squadra rossonera, il primo giocatore del Milan a riuscirci.
Nel 1929 viene ceduto al Legnano, con il quale conquista il secondo posto nel campionato di Serie B 1929-1930 e la successiva promozione in Serie A. Nonostante la promozione, Stefano Aigotti non tornerà mai più a calcare i campi della massima serie, e negli anni seguenti disputa altri due campionati di Serie B con Vigevanesi e Livorno.
Torna alla Reggiana nel 1933, non riuscendo mai a superare la Serie B. Nel 1935 la Reggiana deve risanare il bilancio societario, per fare questo decide di cedere i suoi giocatori migliori, tra i quali anche Aigotti che viene acquistato dall'U.S. Anconitana-Bianchi. Con la squadra marchigiana conquista una promozione in Serie B nel 1937.
Termina la sua carriera con la maglia del Dopolavoro Cogne Valdigna.

## Palmarès

### Club

#### Competizioni nazionali
- Serie B: 1

Livorno: 1932-1933